# ألونسو دي مونروي
ألونسو دي مونروي (بالإسبانية: Alonso de Monroy)‏ ‏ (القرن 16 - 1545 ) عسكري من إسبانيا.